# Tetsu Inoue
Tetsu Inoue (jap. テツ・イノウエ) – japoński muzyk tworzący muzykę elektroniczną, głównie z gatunku ambient. Wczesne inspiracje Inoue to muzyka Briana Eno, Isao Tomita oraz utwory Pink Floyd. Choć Inoue pozostaje jednym z najbardziej typowych twórców muzyki tła (ambient), daje się odczuć w niej  przywiązanie do melodyjności. Tetsu Inoue wydał szereg albumów solowych oraz współpracował z takimi muzykami ambientowymi, jak Pete Namlook, Bill Laswell, Jonah Sharp czy Uwe Schmidt.

## Dyskografia
- 1994   Ambiant Otaku (z Jonah Sharp)
- 1994   Shades of Orion
- 1995   Organic Cloud (z Jonah Sharp)
- 1995   Monochrome Existence (z Bill Laswell)
- 1995   Slow and Low  (z Jonah Sharp)
- 1996   Time 2
- 1996   World Receiver
- 1998   Psycho-Acoustic
- 1998   Waterloo Terminal
- 2000   Fragment of Dots
- 2001   pict.soul
- 2002   Humming Bird Feeder VER 0.2